# Isabella Boylston
Hildur Isabella Boylston (Sun Valley, 13 ottobre 1986) è una danzatrice statunitense, prima ballerina dell'American Ballet Theatre dal 2014.

## Biografia
Isabella Boylston è nata a Sun Valley nel 1986, figlia di padre statunitense e madre svedese. All'età di dodici anni ha cominciato a studiare danza alla Colorado Ballet Academy e nel 2001 ha vinto la medaglia d'oro nelle finali newyorchesi del Youth America Grand Prix.
Dopo essersi perfezionata all'HARID Conservatory, nel 2006 si è unita all'American Ballet Theatre; nel marzo 2007 si è stata promossa a membro del corps de ballet, nel 2011 a solista e nel 2014 al rango di prima ballerina. 
Nel 2010 ha ricevuto una candidatura al Prix Benois de la Danse e ha disegnato i costumi per il balletto 3 Movements in scena al Pacific Northwest Ballet. Inoltre ha danzato come ballerina ospite per il Balletto Mariinskij e per il Balletto reale danese. Nel 2018 ha fatto da controfigura a Jennifer Lawrence nelle scene di danza di Red Sparrow.
Il suo repertorio con l'American Ballet Theatre comprende molti dei maggiori ruoli femminili, tra cui Nikiya e Gamzatti ne La Bayadère, la Fata Madrina nella Cenerentola di Frederick Ashton, Aurora in Coppélia e La bella addormentata, Gulnare ne Le Corsaire, Kirtri nel Don Chisciotte, Lise ne La Fille mal gardée, Odelle e Odile ne Il lago dei cigni, OIga in Onegin, Clara ne Lo schiaccianoci e le eponime protagoniste de L'uccello di fuoco, Manon, Giselle, Romeo e Giulietta e Sylvia.
È sposata con il finanziere Daniel Shin.